# Spiel 77

Logo von Spiel 77

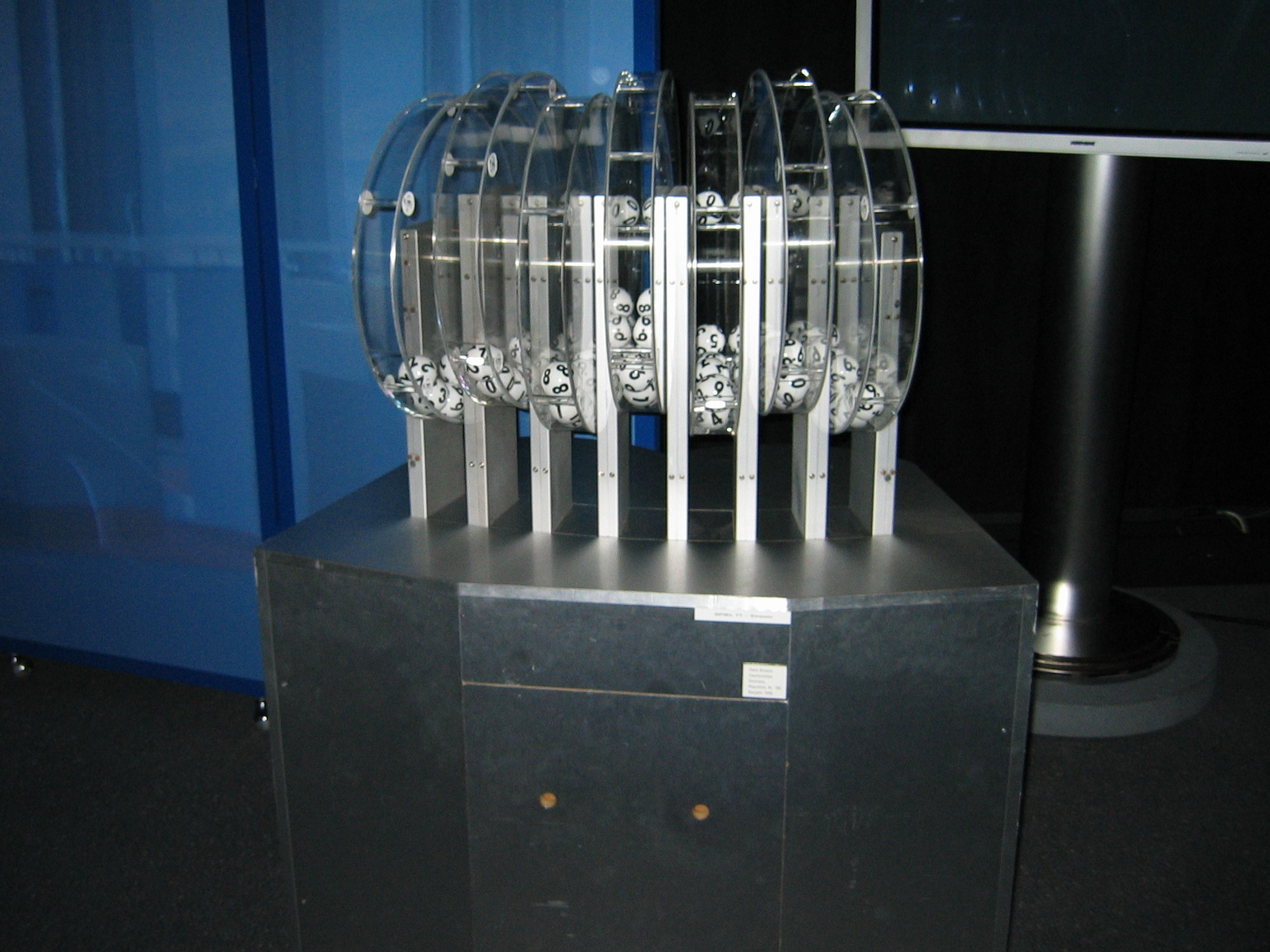
Ehemaliges Ziehungsgerät des Spiel 77 im HR-Fernsehstudio im Main Tower, Frankfurt am Main

Spiel 77 ist eine Zusatzlotterie, die im Deutschen Lotto- und Totoblock an zwei Tagen der Woche (Mittwoch und Samstag) durchgeführt wird.
Bei jeder Ziehung wird eine 7-stellige Ziffernfolge (von 0000000 bis 9999999) als Gewinnzahl gezogen. Der Gewinn resultiert dann aus der Losnummer, die mit der Gewinnzahl übereinstimmen muss. Bei der Onlineteilnahme kann die Losnummer frei gewählt werden. Da der Abgleich von Losnummer und Gewinnzahl von rechts erfolgt, spricht man auch von einer Endziffernlotterie. Die Gewinnklasse resultiert aus der Anzahl der rechts beginnend zusammenhängenden, übereinstimmenden Ziffern:
| Klasse           | Gewinnzahl            | Wahrscheinlichkeiten | Gewinn                     |
| ---------------- | --------------------- | -------------------- | -------------------------- |
| Gewinnklasse I   | Losnummer             | 0,00001 %            | mindestens 177.777,00 Euro |
| Gewinnklasse II  | die letzten 6 Ziffern | 0,00009 %            | 77.777,00 Euro             |
| Gewinnklasse III | die letzten 5 Ziffern | 0,0009 %             | 7.777,00 Euro              |
| Gewinnklasse IV  | die letzten 4 Ziffern | 0,009 %              | 777,00 Euro                |
| Gewinnklasse V   | die letzten 3 Ziffern | 0,09 %               | 77,00 Euro                 |
| Gewinnklasse VI  | die letzten 2 Ziffern | 0,9 %                | 17,00 Euro                 |
| Gewinnklasse VII | die letzte Ziffer     | 9 %                  | 5,00 Euro                  |
| Niete            | Endziffer falsch      | 90 %                 | 0,00 Euro                  |

Für die Gewinnklasse I werden mindestens 7,11 % des Gesamtbetrages der jeweiligen Spieleinsätze als Gewinnsumme bereitgestellt. Kann in Gewinnklasse I bei einer Ziehung kein Gewinner ermittelt werden, so wird die Gewinnsumme als Jackpot in der nächsten Ziehung mit ausgespielt. Die Gewinnsumme in Gewinnklasse I beträgt mindestens 177.777 Euro. Durch das Totalisatorprinzip kann die Gewinnsumme allerdings auch höher ausfallen, sie erhöht sich in diesem Fall jeweils um 100.000 Euro.
Spiel 77 ist ein optionales Spielangebot und kann nur in Verbindung mit der Teilnahme am Lotto, am Toto, an der Glücksspirale, beim BINGO! und bei Eurojackpot gespielt werden. Die Teilnahme am Spiel 77 ist mit zusätzlichen Kosten (seit September 2010 mit 2,50 Euro) verbunden. Vorausgesetzt, dass in der höchsten Gewinnklasse I der Mindestbetrag von 177.777 Euro ausbezahlt wird, beträgt der Erwartungswert des Gewinns 90 Cent.

## Geschichte
Das Spiel 77 wurde Anfang der 1970er Jahre vom damaligen Saartoto-Geschäftsführer Hanns-Josef Christ entwickelt und am 1. Januar 1975 von den Lotteriegesellschaften in Nordrhein-Westfalen und Bremen eingeführt. Die Gesellschaften der anderen Bundesländer folgten nach und nach.
Der Vorgänger war die Olympia-Lotterie, die 1967 als vierstellige Endziffernlotterie ins Leben gerufen worden war und – wie auch die Glücksspirale – zur Finanzierung der Olympischen Sommerspiele 1972 in München diente. Im Jahr 1974 wurde die Olympia-Lotterie eingestellt und Spiel 77 trat an deren Stelle.
Aus dem Erfolg von Spiel 77 entstand später auch die Endziffernzusatzlotterie Super 6.
Da nach zwölf nacheinander folgenden Ziehungen ohne Gewinner in der Gewinnklasse 1 eine Zwangsausschüttung stattfindet, wurde beispielsweise am Mittwoch, dem 12. Februar 2020 ein Jackpot von rund 8 Millionen Euro verteilt auf 15 Spielscheine in der Gewinnklasse 3 (5 richtige Endziffern), jeweils 563.701,60 Euro, ausgeschüttet. Da es auch keinen Gewinner in der zweiten Klasse gab, gewannen zum ersten Mal in dieser Lotterie die Gewinner der dritten Klasse den Jackpot, sonst hätten sie „nur“ 7777 Euro gewonnen.
Seit November 2022 werden die Gewinnzahlen im Spiel 77 mit einem digitalen Zufallsgenerator mittwochs bei Lotto Rheinland-Pfalz in Koblenz und samstags bei Lotto Hessen in Wiesbaden ermittelt. Der Umstieg auf digitale Ziehungsgeräte erfolgte, da Ersatzteile der analogen Ziehungsmaschinen von den Herstellern nicht mehr lieferbar oder verfügbar waren. Man sei mit den neuen Geräten zukunftssicher.